# Прем'єр-ліга (Бурунді)
Прем'єр-ліга (Бурунді) (фр. Championnat du Burundi de football) — змагання з футболу з-поміж клубів Бурунді, в ході якого визначається чемпіон країни й представники міжнародних клубних змагань. Ліга заснована 1972 року. В чемпіонаті виступає 16 команд, кожна з яких грає по 30 матчів (вдома та на виїзді).
У 2009 році кількість команд-учасниць скоротили до 12-ти.
У сезоні 2019/20 років у турнірі виступало 16 команд. Найсильніша команда чемпіонату отримує путівку до кваліфікаційного раунду Ліги чемпіонів КАФ, а три найслабші команди турніру вибувають до Другого дивізіону.

## Попередні чемпіони
- 1963: «Стелла Матутіна» (Бужумбура)
- 1964: «Стелла Матутіна» (Бужумбура)
- 1965: «Маньєма Фантастік» (Бужумбура)
- 1966: «Маньєма Фантастік» (Бужумбура)
- 1967: «Маньєма Фантастік» (Бужумбура)
- 1968: «Маньєма Фантастік» (Бужумбура)
- 1969: «Еспур» (Бужумбура)
- 1970: «Інтер» (Бужумбура) **
- 1971: «ТП Бата» (Бужумбура) ***
- 1972: «Спортс Дінамік» (Бужумбура) **
- 1973: не відбулося, через громадянську війну наприкінці 1972 року, коли масові вбивства зірвали початок сезону, яка мала закінчитися в 1973 році
- 1974: «Інтер» (Бужумбура) **
- 1975: «Інтер» (Бужумбура)
- 1976: «Прінс Луї» (Бужумбура) **
- 1977: «Інтер» (Бужумбура)  */**
- 1978: «Інтер» (Бужумбура) **
- 1979: «Вітал'О» (Бужумбура)
- 1980: «Вітал'О» (Бужумбура)
- 1981: «Вітал'О» (Бужумбура)
- 1982: «Маньєма» (Бужумбура) **
- 1983: «Вітал'О» (Бужумбура)
- 1984: «Вітал'О» (Бужумбура)
- 1985: «Інтер» (Бужумбура)
- 1986: «Вітал'О» (Бужумбура)
- 1987: «Інтер» (Бужумбура) **
- 1988: «Інтер» (Бужумбура) *
- 1989: «Інтер» (Бужумбура) **
- 1990: «Вітал'О» (Бужумбура)
- 1991: «АС Інтер Стар» (Бужумбура) **
- 1992: «АС Інтер Стар» (Бужумбура)
- 1993: не відбувся або скасований
- 1994: «Вітал'О» (Бужумбура)
- 1995: «Маньєма Фантастік» (Бужумбура)
- 1996: «Вітал'О» (Бужумбура)
- 1997: «Маньєма» (Бужумбура)
- 1998: «Вітал'О» (Бужумбура)
- 1999: «Вітал'О» (Бужумбура)
- 2000: «Вітал'О» (Бужумбура)
- 2001: «Прінс Луї» (Бужумбура)
- 2002: «Музінга» (Бужумбура)
- 2003: не завершився
- 2004: «Атлетіко Олімпік» (Бужумбура)
- 2005: «АС Інтер Стар» (Бужумбура)
- 2006: «Вітал'О» (Бужумбура)
- 2007: «Вітал'О» (Бужумбура)
- 2008: «АС Інтер Стар» (Бужумбура)
- 2009: «Вітал'О» (Бужумбура)
- 2010: «Вітал'О» (Бужумбура)
- 2010–11: «Атлетіко Олімпік» (Бужумбура)
- 2011–12: «Вітал'О» (Бужумбура)
- 2012–13: «Фламбо де л'Ест» (Рюїгі)
- 2013–14: «ЛЛБ Академік» (Бужумбура)
- 2014–15: «Вітал'О» (Бужумбура)
- 2015–16: «Вітал'О» (Бужумбура)
- 2016–17: «ЛЛБ Академік» (Бужумбура)
- 2017–18: «Ле Мессаж де ФК Нгозі»
- 2018–19: «Оглі Нуар» (Макамбі)
- 2019–20: «Ле Мессаж де ФК Нгозі»

* «Вітал'О» дискваліфікований через «роман Чамбали».
** «Вітал'О» фінішував другим.
*** «Вітал'О» засновані як «Руанда Спорт» в 1957 році, виступали під назвою АЛТЕКО з 1962 по 1965 рік, «ТП Бата» — з 1966 по 1970 рік, потім об'єдналися з «Рапідом» в 1971 році, щоб стати «Еспур», під якою виступав з 1971 по 1972 рік, після чого перейменовані на «Вітал'О» у 1972 році.

## Чемпіонства по клубах
| Клуб                                           | Місто     | Титули | Останні титули |
| ---------------------------------------------- | --------- | ------ | -------------- |
| «Вітал'О» [включаючи ТП Бата]                  | Бужумбура | 20     | 2015–16        |
| «Інтер»                                        | Бужумбура | 9      | 1989           |
| «Маньєма» [включаючи «Фантастік»]              | Бужумбура | 7      | 1997           |
| «АС Інтер Стар»                                | Бужумбура | 4      | 2008           |
| «ЛЛБ Спортс4Африка» [включаючи «ЛЛБ Академік»] | Бужумбура | 2      | 2016–17        |
| «Атлетіко Олімпік»                             | Бужумбура | 2      | 2010–11        |
| «Прінс Луї»                                    | Бужумбура | 2      | 2001           |
| «Стелла Матутіна»                              | Бужумбура | 2      | 1964           |
| «Ле Мессаж де ФК Нгозі»                        | Нгозі     | 2      | 2019–20        |
| «Оглі Нуар»                                    | Макамба   | 1      | 2018–19        |
| «Фламбо де л'Ест»                              | Рюїгі     | 1      | 2012–13        |
| «Музінга»                                      | Бужумбура | 1      | 2002           |
| «Спортс Дінамік»                               | Бужумбура | 1      | 1972           |
| «Еспур»                                        | Бужумбура | 1      | 1969           |

## Найкращі бомбардири
| Рік  | Найкращі бомбардири    | Команда   | Голи |
| 1998 | Вембо Сутче            | «Вітал'О» | 15   |
| 2007 | Вембо Сутче            | «Вітал'О» | 12   |
| 2008 | Ерік Гатото            | «Вітал'О» | 18   |
| 2013 | Семюел Л. Ф. С. Маррей | «Вітал'О» | 33   |